# Camino Prachanda

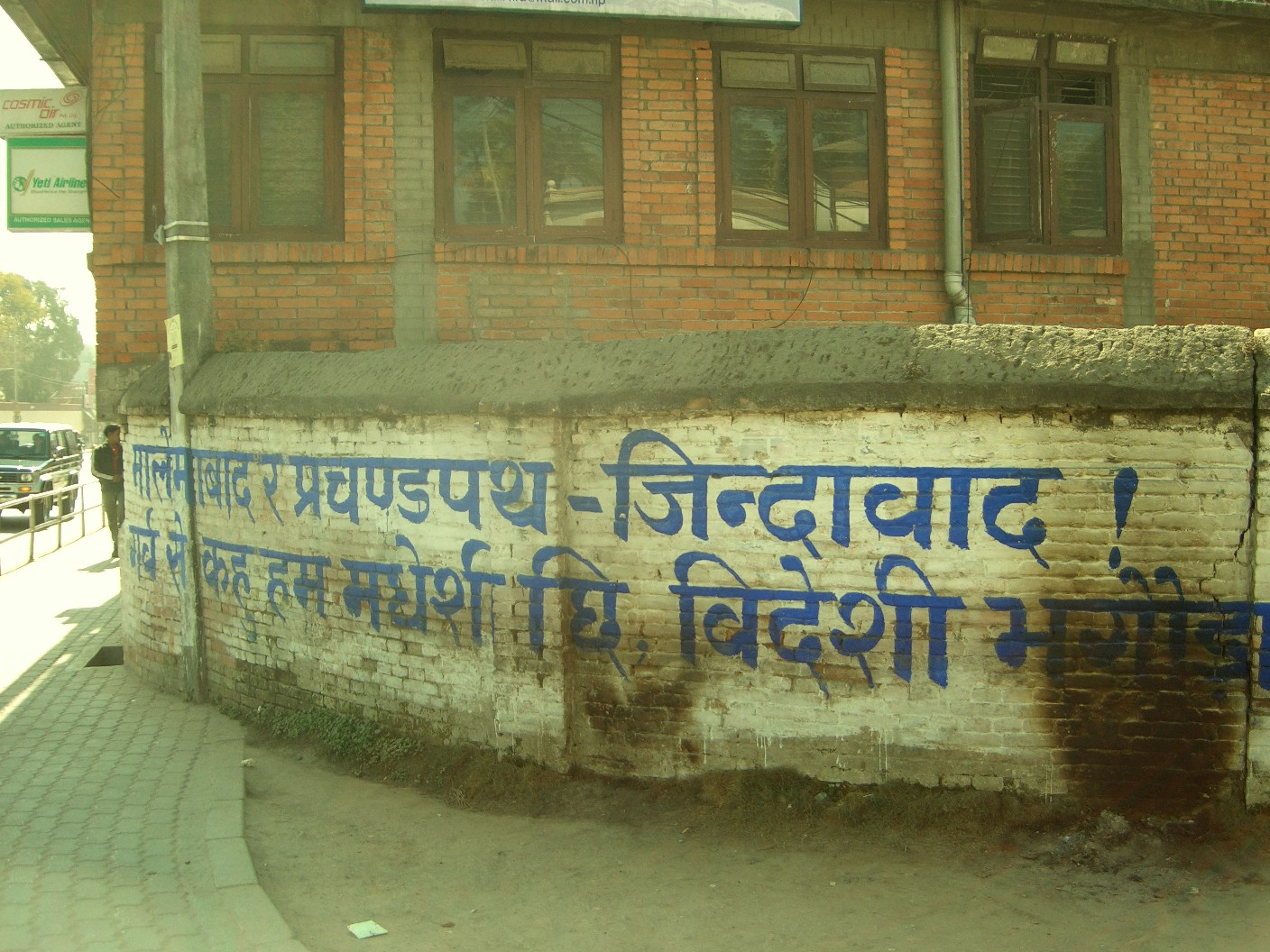
Mural en Katmandú con el eslogan "Viva el Marxismo-Leninismo-Maoísmo-Camino Prachanda"

Marxismo-Leninismo-Maoísmo-Camino Prachanda (en nepalí: मालेमावाद र प्रचण्डपथ Mālemāvād ra Prachaṇḍapath, a veces abreviado a Camino Prachanda) se refiere a la línea ideológica del Partido Comunista Unificado de Nepal (Maoísta), también conocido como PCUN(M). Es considerado un desarrollo del Marxismo-Leninismo-Maoísmo (MLM) y recibió el nombre del líder de la PCUN(M), Pushpa Kamal Dahal, generalmente conocido como Prachanda. El Camino Prachanda fue proclamado en 2001. La ideología fue parcialmente inspirada en el ejemplo del Partido Comunista del Perú (Sendero Luminoso), que se refiere a su línea ideológica como "Marxismo-Leninismo-Maoísmo-Pensamiento Gonzalo".
El Camino Prachanda no pretende romper ideológicamente con el marxismo, leninismo o maoísmo, pero pretende antes ser una extensión de estas ideologías, basada en la política de Nepal. La doctrina apareció tras el partido determinar que las ideologías del Marxismo, Leninismo, y Maoísmo ya no podían ser practicadas en su totalidad como en el pasado. El partido adoptó el Camino Prachanda por considerarlo una ideología adecuada, con base en la realidad de la política nepalesa. Militarmente y en el contexto del conflicto armado de 1996-2006 en Nepal, el punto céntrico de la ideología fue la realización de la revolución por medio del control de las áreas rurales y del cerco de los aglomerados urbanos.
Hoy, las posiciones de Prachanda son vistas por algunos marxistas-leninistas-maoístas en todo el mundo como "revisionistas", y son criticadas por organizaciones revolucionarias en Nepal. Esas críticas se concentran en la entrada del Partido Comunista Unificado de Nepal (Maoísta) en la política partidaria dominante en Nepal. Estas críticas también se basaron en la cooperación entre el PCUN-M bajo Pushpa Kamal Dahal y el Partido Comunista de Nepal (Marxista-Leninista Unificado).

## Conexiones externas
- Una colección de artículos de Prachanda y otros líderes del PCN (maoísta)
- Prachanda, seguidor de la crítica revisionista moderna crítica al Camino Prachanda

- Datos: Q6778617